# Erzengler Kunstgraben
Der Erzengler Kunstgraben ist eine ehemalige bergmännische Anlage in Johanngeorgenstadt, Erzgebirgskreis, Sachsen.
Es handelt sich um einen rund 4 km langen Kunstgraben westlich des Ortsteils Schwefelwerk am Erzengelweg und der Eisenstraße. Die Anlage erfolgte unter Aufsicht des Bergamts Johanngeorgenstadt im 18. Jahrhundert. Der Graben führte das Wasser des Kleinen Steinbachs der Holbauer- und Möckelseife, dem Kathariner Teich und über den Hohlbauer Kunstgraben den Gruben Kaiser Joseph und Rautenkranz als dringend notwendiges Betriebswasser zu, wurde aber bereits während des Ersten Weltkrieges nur noch wenig gepflegt und letztendlich dem Verfall überlassen. Seine Reste sind heute kaum noch im Gelände zu erkennen.